# Chap'la
Pour plus de détails, voir Fiche technique et Distribution.
Chap'la est un film français réalisé par Christian Lara, sorti en 1980.

## Fiche technique
- Titre : Chap'la
- Autre titre : La Dérobade
- Réalisation : Christian Lara
- Scénario : Christian Lara
- Photographie : Jean-Claude Couty
- Son : Pierre Befve
- Musique : Emilhenco
- Montage : Martine Rousseau
- Société de production : Caraïbes Productions
- Pays d’origine :  France
- Durée : 90 minutes
- Date de sortie : 19 mars 1980

## Distribution
- Cathy Rosier
- Greg Germain
- Anne Dolans
- Lucien Gerville-Reache
- Bruno Dalbe